# Copacul Annei Frank
Copacul Annei Frank (în neerlandeză: Anne Frankboom sau, incorect, Anne Frank boom) a fost un castan sălbatic (Aesculus hippocastanum) din centrul orașului Amsterdam, care apare în Jurnalul Annei Frank. Anne Frank a descris copacul așa cum îl vedea din Anexa Secretă, clădirea în care ea și familia ei s-au ascuns de naziști în timpul celui de-al Doilea Război Mondial.
De-a lungul anilor, copacul s-a deteriorat semnificativ atât datorită unei ciuperci, cât și a infestării cu molii. Consiliul Local al districtului Amsterdam-Centrum a declarat pe 20 noiembrie 2007 că arborele trebuie să fie tăiat din cauza riscului de prăbușire, dar pe 21 noiembrie 2007 un judecător a emis un ordin temporar prin care a oprit acțiunea de tăiere. Fundația Anne Frank și vecinii au elaborat un plan alternativ pentru a salva copacul. Vecinii și susținătorii au înființat o fundație pentru salvarea copacului Annei Frank care a efectuat lucrările necesare pentru susținerea verticală și a preluat sarcina de întreținere a arborelui.
Pe 23 august 2010, copacul a fost doborât de vântul puternic din timpul unei furtuni, rupându-se la aproximativ 1 metru deasupra solului. El a căzut peste zidul unei grădini și a deteriorat construcțiile anexe din grădină, fără a provoca alte distrugeri. Copacul era estimat a avea între 150 și 170 de ani.

## Anne Frank
Copacul este menționat de Anne Frank de trei ori (23 februarie, 18 aprilie și 13 mai 1944) în jurnalul ei. La 23 februarie 1944, ea scrie următoarele lucruri despre copac: 
„Mă duc aproape în fiecare dimineață la mansardă ca să-mi scot din plămâni aerul stătut din cameră. Azi-dimineață, când m-am dus iarăși la mansardă, Peter tocmai făcea ordine. A terminat repede și, în clipa în care m-am așezat pe jos la locul meu preferat, a venit și el. Ne-am uitat împreună la cerul albastru, la castanul golaș pe ale cărui crengi scânteiau stropi mici, la pescăruși și alte păsări care, în zborul lor la firul ierbii, păreau de argint. Toate astea ne-au emoționat și ne-au captivat într-atât, încât n-am mai putut scoate o vorbă. [...] Câtă vreme există toate astea, mi-am zis, iar eu pot avea parte de ele, de razele astea de soare, de cerul ăsta fără nici un nor, n-am de ce să fiu tristă.”
Otto Frank, tatăl Annei, și-a descris propriile gânduri atunci când a citit jurnalul pentru prima dată într-un discurs din 1968. El s-a declarat surprins să afle cât de important era copacul pentru Anne, afirmând următoarele: 
„Cum aș fi putut eu să bănuiesc că însemna atât de mult pentru Anne să vadă un petic de cer albastru, să observe pescărușii în timpul zborului, și cât de important era castanul pentru ea, pentru că îmi amintesc că nu a fost niciodată interesată de natură. Dar ea tânjea după ele în acea vreme când se simțea ca o pasăre închisă în cușcă. A găsit mângâiere doar gândindu-se la natură. Dar și-a păstrat complet aceste sentimente în interiorul ei.”

## Proiect interactiv
Anne Frank Tree este, de asemenea, numele unui proiect interactiv inițiat de Casa Anne Frank în 2006, când a fost inaugurat de Emma Thompson. Vizitatorii muzeului pot să-și lase numele și localitatea de origine pe o „frunză” a copacului, arătându-și afinitatea cu Anne Frank. O parte din publicul vizat al proiectului on-line sunt elevii celor peste 200 de școli din lume care poartă numele Annei Frank.

## Evenimente recente

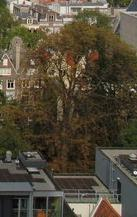
Copacul în 2003

Preocupările legate de sănătatea copacului datează cel puțin din 1993, când o analiză a solului a arătat că scurgerile dintr-un rezervor subteran de combustibil, aflat în apropiere, punea în pericol rădăcina arborelui. Orașul Amsterdam a cheltuit 160.000 € pe un program de curățare a solului pentru a salva copacul. În ultimii ani, copacul a fost atacat de o ciupercă deosebit de agresivă (Ganoderma applanatum, numită și „scoica artistului” sau „brățara artistului”), determinând putrezirea lemnului și afectând stabilitatea copacului. În plus, omizile moliilor miniere ale frunzelor de castan (Cameraria ohridella) au mâncat frunzele arborelui, făcându-le să devină prematur maronii și să cadă.
Pe 26 mai 2005, coroana copacului a fost tăiată drastic după ce un studiu de șase luni realizat de câțiva botaniști a concluzionat că aceasta este cea mai bună modalitate de a asigura stabilitatea copacului. Cu toate acestea, boala a continuat să se întindă și un studiu din 2006 a estimat că 42% din lemn era putred. Unii botaniști au considerat că moartea copacului era inevitabilă și proprietarul terenului a decis să ceară permisiunea de a tăia copacul uriaș pentru a elimina riscul prăbușirii sale.
În septembrie 2007 o comisie de apel a luat două decizii: una care susținea dreptul proprietarului copacului de a-l tăia în orice moment în următorii doi ani și alta prin care se solicita Institutului Dendrologic al Țărilor de Jos să analizeze posibilitatea salvării lui. Proprietarul Henric Pomes al terenului din Keizersgracht 188, adiacent clădirii în care se află acum Muzeul Anne Frank, a fost de acord să aștepte propunerea institutului, care trebuia să fie făcută înainte de 1 ianuarie 2008.
Pe 2 octombrie 2007 și ulterior Fundația Dendrologică Olandeză (în neerlandeză Bomenstichting) a fost implicată în discuții. Pe 15 noiembrie 2007 ea a susținut că arborele era suficient de sănătos pentru a nu provoca nici un pericol, pe baza unei a doua analize efectuate de Neville Fay (un celebru expert englez în domeniul copacilor bătrâni) și de Frits Gielissen (un expert olandez de la O.B.T.A. De Linde). Pe 14 noiembrie 2007 a fost interzis un test de rezistență, dar a fost efectuată patru zile mai târziu. Boom-KCB, o firmă de inginerie specializată în rezistența arborilor, a stabilit că arborele era „rezistent la furtună” și capabil să se susțină, fără a necesita o intervenție exterioară, deoarece nu reprezenta un pericol pentru public.
Pe 13 noiembrie 2007 Consiliul Local al districtului Amsterdam-Centrum a declarat că arborele va fi tăiat pe 21 noiembrie 2007. O audiere la care a participat Fundația Dendrologică a avut loc cu o zi înainte de data programată pentru tăierea copacului. Pe 21 noiembrie 2007 s-a decis să se oprească acțiunea de tăiere. Pe 21 noiembrie 2007 Consiliul Local și Fundația Anne Frank au organizat o conferință de presă în care au repetat afirmația că există un „pericol stringent”. Ei au cerut primarului Amsterdamului, Job Cohen, să procedeze de urgență de tăiere.
Pe 17 decembrie 2007, comitetul de lucru pentru prezervarea Copacului Annei Frank a prezentat un plan alternativ pentru salvarea arborelui (raportul conține rezumat și concluzii în limba engleză), care includea o construcție care trebuia să prevină ruperea trunchiului. Câteva săptămâni mai târziu, experții dendrologici din ambele părți au prezentat o evaluare comună a sănătății copacului. Ei considerau că pomul avea o speranță de viață de cel puțin 5-15 ani. Pentru a-i asigura stabilitatea, trebuiau realizate lucrări de susținere. Structura de susținere, finalizată în mai 2008, a fost concepută pentru a permite copacului să supraviețuiască încă cel puțin cinci ani.
Pe 23 august 2010 copacul s-a prăbușit în urma unei furtuni puternice, rupându-se la aproximativ un metru deasupra solului. El a căzut peste zidul unei grădini și a avariat construcțiile anexă, dar nu a distrus nimic altceva. Pe 24 august 2010 s-a relatat că o ramură mică a crescut din ciotul rămas în pământ și se speră că acesta va crește, devenind un copac nou. Există planuri de a păstra bucăți mari din trunchiul căzut și din ramurile sale mari. Copacul căzut este estimat a cântări aproximativ 27 de tone metrice. Unele dintre imaginile relatării realizate de Reuters Arhivat în 30 august 2010, la Wayback Machine. arată că cea mai mare parte a secțiunii transversale a trunchiului era putrezită, cu excepția unei margini subțiri. Partea căzută a arborelui a fost înlăturată.

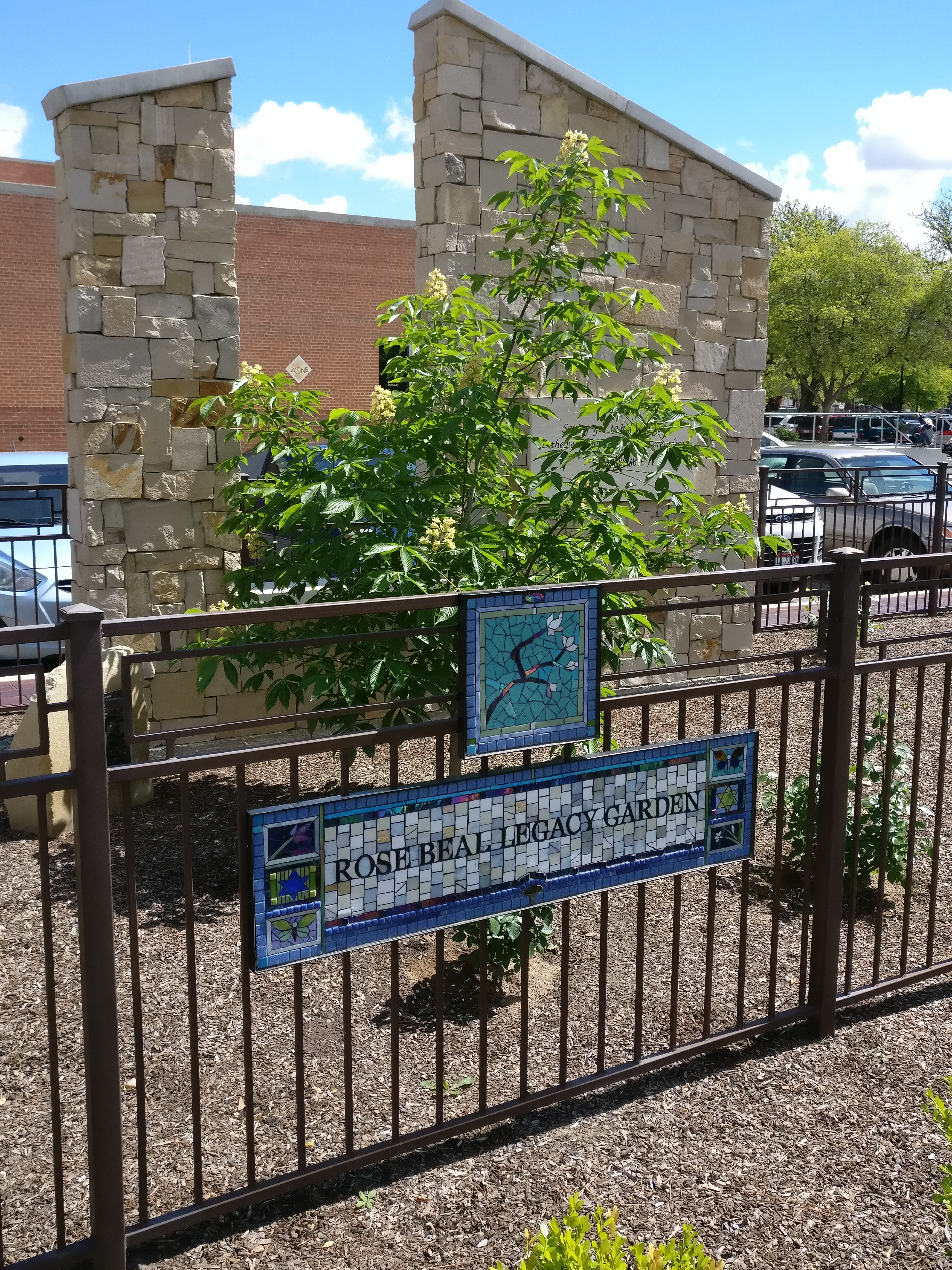
Unul dintre cei doar zece puieți din SUA se află la Monumentul Anne Frank pentru Drepturile Omului din Boise, Idaho

Unsprezece puieți din copac au fost distribuiți în Statele Unite ale Americii la muzee, școli, parcuri și centre de rememorare a Holocaustului printr-un proiect inițiat de Centrul Anne Frank din Statele Unite ale Americii. Primul puiet a fost plantat în luna aprilie 2013, la Muzeul Copiilor din Indianapolis. Alți puieți sau fost trimiși către un parc din New York ce rememorează victimele atentatului din 11 septembrie 2001, la o școală din Little Rock, Arkansas, care a fost centrul unui conflict împotriva segregării rasiale, la Centrul Prezidențial Clinton din Little Rock, aceasta fiind o instituție parteneră a Congregației Surorilor B'nai Israel; și în diferite locuri din Massachusetts, California, Idaho, Michigan și Washington, DC.
Pe 25 februarie 2015 a fost plantat un puiet în Parcul Lister din Bradford, Marea Britanie.

## Legături externe
- Anne Frank Tree at the website of the Anne Frank Foundation
- Support Anne Frank Tree Arhivat în 4 martie 2016, la Wayback Machine.
- The Sapling Project Arhivat în 14 martie 2021, la Wayback Machine.
- Anne Frank Trees Arhivat în 10 iulie 2014, la Wayback Machine.